# 歐特·芙爾絲
歐特·芙爾絲（英語：Autumn Falls，2000年8月4日—），美國女性成人片演員和模特兒，出生於紐約市。18歲起，芙爾絲立即開始當起視訊模特兒。她一心想進入成人娛樂行業，直到在朋友的幫助下找到了經紀人並成功簽約，這段期間僅四個月。2019年4月成為《閣樓》的本月閣樓寵物。「Autumn」是朋友贈送的藝名。
2019年4月，她與俄羅斯色情演員馬庫斯·杜普里交往。

## 外部連結
- 官方网站
- 歐特·芙爾絲在互联网电影资料库（IMDb）上的資料（英文）
- 歐特·芙爾絲在網際網路成人電影資料庫
- 成人電影資料庫上歐特·芙爾絲的资料（英文）
- Autumn Falls （页面存档备份，存于） - Boobpedia